# Мост через Енисей на транспортном обходе Красноярска
Мост через Енисей на транспортном обходе Красноярска — автомобильный мост через реку Енисей, расположенный северо-восточнее города Красноярска. Мост являются частью автодороги Р255  «Сибирь» на участке Ачинск — Канск, которая обходит Красноярск севернее по территории Емельяновского района. Длина моста 814,3 метра, ширина 11,5 м. Мост рассчитан на две полосы движения автотранспорта. Запланировано строительство второй очереди моста, которое подразумевает его расширение до четырёх полос (на ширину 23 метра).
Неофициально среди красноярцев известен как «Путинский мост» или «Объездной мост».

## История
В 2000-е годы транспортный поток федеральной дороги М53 «Байкал» (Новосибирск - Кемерово - Красноярск - Иркутск) проходил через город Красноярск. Чтобы «разгрузить» центр города требовалось строительство обходной автодороги.
В 2001 году было выполнено обоснование инвестиций строительства моста. В 2002-2003 годах петербургской проектно-изыскательской организацией ОАО «Трансмост» был разработан инженерный проект. В 2004 году на строительство дороги выделено 70 млн. рублей. В 2005 году примерно 300 млн. выделил федеральный бюджет и около 100 млн. рублей - администрация Красноярского края.
Строительство моста началось в марте 2005 года. Заказчиком строительства выступило государственное учреждение «Управление автомобильных дорог по Красноярскому краю». Право ведения работ по сооружению моста по результатам подрядных торгов получило ОАО «Сибмост». Строительством моста занимался Мостоотряд № 7 — Красноярский филиал ОАО «Сибмост».
12 апреля 2005 года президент России Владимир Путин подписал указ № 412 в котором среди прочего поручил правительству Фрадкова при формировании федерального бюджета на 2006 год и последующие годы предусматривать средства на строительство первой очереди транспортного обхода города Красноярска с мостовым переходом через реку Енисей с вводом в эксплуатацию в 2009 году.
В 2005-2008 годах в ОАО «Трансмост» разрабатывали рабочую документацию, инженеры осуществляли авторский надзор за строительством.
Все металлоконструкций пролётного строения моста были изготовлены в Красноярском крае на Назаровском заводе ОАО «Восточно-Сибирский завод металлоконструкций».
21 октября 2008 года, на 4 месяца раньше установленного срока, была торжественно сдана в эксплуатацию первая очередь моста. Открывал объездную дорогу и новый мост Владимир Путин, на тот момент занимавший должность премьер-министра России. Также присутствовали губернатор Красноярского края Александр Хлопонин, полпред президента РФ в Сибирском федеральном округе Анатолий Квашнин, руководитель аппарата президента РФ Сергей Собянин, вице-премьер Сергей Иванов, министр транспорта и связи правительства Красноярского края Александр Ядов, начальник краевого ГУВД Александр Горовой. Однако автомобильное движение было открыто только 13 ноября 2008 года.
Строительство второй очереди моста должно было начаться в 2009 году и завершиться в 2011 году, но было отложено на 2010 год. В ноябре 2010 года руководитель КГБУ «Управление автомобильных дорог по Красноярскому краю» Сергей Зяблов заявил, что строительство второй очереди могут отложить на два года. В 2012 году стало известно, что возведение объекта задерживается ещё на несколько лет в связи с началом строительства четвертого моста через Енисей в черте Красноярска.